# 布格利尼
布格利尼（法語：Bougligny，法語發音：[buɡliɲi] ⓘ）是法国塞纳-马恩省的一个市镇，属于枫丹白露区。

## 地理
布格利尼（48°11'43"N, 2°39'26"E）面积16.31 平方千米，位于法国法蘭西島大區塞纳-马恩省，该省份为法国北部内陆省份，北起瓦兹省，西接埃松省、马恩河谷省、塞纳-圣但尼省和瓦兹河谷省，南至卢瓦雷省，东南接约讷省，东临马恩省和奥布省，东北接埃纳省。
与布格利尼接壤的市镇（或旧市镇、城区）包括：卢万河畔苏普、欧费维尔、卢万河畔巴尼欧、朗东堡、舍努、法伊莱讷穆尔、卢万河畔拉马德莱娜、加蒂奈地区迈松塞勒。

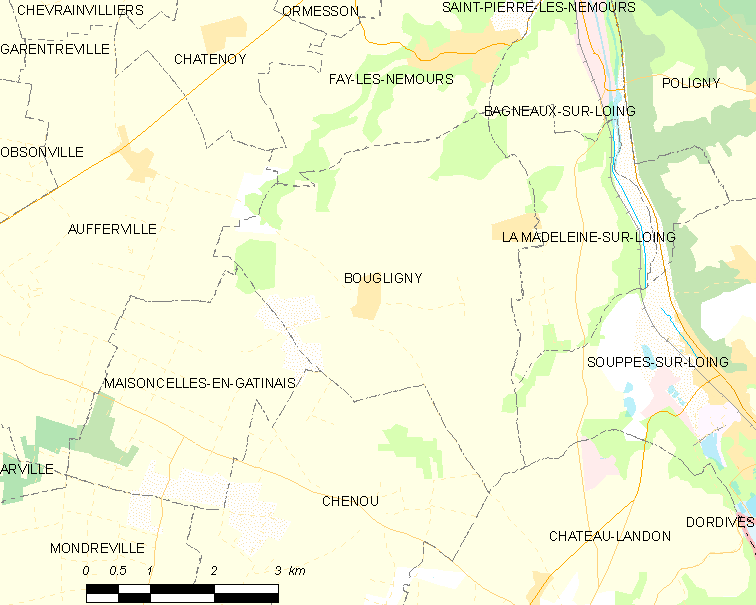
布格利尼的OSM定位图

布格利尼的时区为UTC+01:00、UTC+02:00（夏令时）。

## 行政
布格利尼的邮政编码为77570，INSEE市镇编码为77045。

## 政治
布格利尼所属的省级选区为讷穆尔县。

## 人口

1962-2008年间布格利尼人口变化图示

布格利尼于2022年1月1日时的人口数量为730人。